# Tail (Unix)

Comanda UNIX tail este folosită pentru a tipări ultimele linii dintr-un fișier. Pe sistemele Linux, comanda face parte din pachetul GNU coreutils.

## Sintaxă
```
tail [opțiuni] fișiere
```

Dintre opțiunile cele mai des folosite amintim:
-c - tipărește numărul specificat de bytes din fișier
-n - tipărește numărul specificat de linii din fișier
-f - monitorizează fișierul

## Exemple
Tipărește ultimele cinci linii din fișierul file.txt:
```
# tail -n 5 file.txt
```

Tipărește toate liniile din fișier începând cu linia a doua:
```
# tail -n +2 filename
```

Monitorizează logul sistemului:
```
# tail -f /var/log/messages
```